# Amelia Bence
María Batvinik  dite Amelia Bence, née le 13 novembre 1914 à Buenos Aires et morte le 8 février 2016  à Buenos Aires, est une actrice argentine.

## Filmographie
- Dancing (1933)
- La fuga (1937)
- El forastero (1937)
- Adiós Buenos Aires (1938)
- La vuelta al nido (1938)
- Los caranchos de la Florida (1938)
- Hermanos (1939)
- El matrero (1939)
- El haragán de la familia (1940)
- Novios para las muchachas (1941)
- The House of the Crows|La casa de los cuervos (1941)
- The Third Kiss|El tercer beso (1942)
- En el viejo Buenos Aires (1942)
- Cruza (1942)
- La guerra gaucha (1942)
- Son cartas de amor (1943)
- Los ojos más lindos del mundo (1943)
- Todo un hombre (1943)
- Nuestra Natacha (1944)
- Veinticuatro horas en la vida de una mujer (1944)
- Camino del infierno (1945)
- Las tres ratas (1946)
- María Rosa (1946)
- Lauracha (1946)
- El pecado de Julia (1948)
- A sangre fría (1947)
- La otra y yo (1949)
- La danza del fuego (1949)
- La dama del collar (1949)
- Romance en tres noches (1950)
- Mi mujer está loca (1952)
- La Parda Flora (1952)
- Siete Mujeres (1953)
- Las tres Elenas (1954)
- El hombre que debía una muerte (1955)
- Alfonsina (1957)
- Dos basuras (1958)
- Back to the Door|De espaldas a la puerta (1959)
- La cigarra no es un bicho (1963)
- La industria del matrimonio (1964)
- Los debutantes en el amor (1969)
- Adiós, Alejandra (1973)
- El día que cambió la historia (2012) (documentaire)

### Television
- Los premios Nobel (1958) (mini-série)
- Topaze (1960) (mini-série)
- Espectáculo eléctrico estándar (1965) (mini-série)
- Dulce fugitiva  (1979)
- Bianca (1980)
- Romina (1980)
- Las 24 horas (1981)
- Esos que dicen amarse (1993)
- Son o se hacen (1997)
- No hay 2 sin 3 (2004)